# Цате II
Цате II (*груз. წათე; д/н — після 556) — цар Лазики з 555 року.

## Життєпис
Молодший син царя Цате I та візантійської аристократки Валеріани. Ймовірно освіту та виховання здобув в Константинополі. Тут він залишався й після смерті батька у 540 році.
555 року після вбивства старшого брата — царя Губаза II на прохання лазької знаті візантійський імператор Юстиніан I визнав Цате новим царем Лазики. Навесні 556 року прибув до своїх володінь. Ймовірно був живий у 562 році. Коли Візантія і Персія уклали мирну угоду в Дарі. За якою Лазика опинилася у візантійській сфері впливу.
Вважається останнім відомим царем Лазики. Припускають, що після смерті Цате II візантійці скасували титул царя. В подальшому відомі лише патрикії Лазики. Першим з яких був Барнук I.